# Acropimpla nigrescens
Acropimpla nigrescens är en stekelart som först beskrevs av Joseph Augustine Cushman 1933.  Acropimpla nigrescens ingår i släktet Acropimpla och familjen brokparasitsteklar. Utöver nominatformen finns också underarten A. n. dravida.